# Lacka Słoboda (dzielnica Kijowa)
Lacka Słoboda – historyczna dzielnica kijowskiego grodu  Jarosława,  był to dawny kwartał polskiej gminy kupieckiej, rzemieślniczo-targowej na Starym Mieście, ośrodek handlu, położony nad Dnieprem. Obecnie w tym miejscu znajduje się główna arteria Kijowa – Chreszczatyk oraz plac Niepodległości. Gmina położona była między Złotą i lacką bramą. W roku 1842 w centrum tej dzielnicy wybudowano konkatedrę pw. św. Aleksandra.
Związek nazwy tej osady z zamieszkałymi w pobliżu kupcami polskimi potwierdza jednoczesne występowanie w Kijowie osady kupców żydowskich przy bramie żydowskiej (później Lwowskiej, lub Szczekawickiej).

## Historia
Lokalizację w tym miejscu ruchliwej gminy kupieckiej potwierdzają latopisy z XI w. Cała podolska osada zamieszkana była przez obcą etnicznie ludność m.in. Chazarów, Żydów, Ormian, Greków, Polaków i Niemców.  Tradycja tej koegzystencji wyznań i narodowości sięgała historii Starego Miasta, ponieważ  już w Grodzie Jarosława przy bramie lackiej istniała Lacka Słoboda – dzielnica Polaków, obok dzielnicy Niemców i Włochów, a przy cerkwi św. Mikołaja – targowa osada węgierska. Głównym zajęciem tych grup ludnościowych zamieszkujących dzielnicę było rzemiosło i handel. Prawdopodobnie druga brama lacka uległa zniszczeniu w roku 1240 podczas najazdu tatarskiego. Pod koniec roku 1240 oblężenie Kijowa rozpoczęło się od natarcia Mongołów pod wodzą Batu-chana. na bramę polską (lacką). Podobnie było w roku 1151 w czasie szturmu Suzdalczyków, walki były tu najcięższe i najkrwawsze.
Z końca XII w. pochodzą wiadomości o kolonii „bezbożnych Lachów” w Kijowie. Te zwroty latopisu należy niewątpliwie połączyć z istnieniem w Kijowie kolonii wrocławskich kupców. Osiedlenie się tu kupców polskich i niemieckich ze Śląska stoi w związku działalnością handlową, a następnie z ruskim małżeństwem Bolesława Wysokiego z księżniczką Wierzchosławą córką księcia Wszewołoda Jarosławowicza.  Może już do tych czasów wypadnie odnieść wiadomość o podróżach kupców wrocławskich na wschód do Kijowa i dalej. Od XII w. możemy liczyć się ze stałą obecnością kupców polskich w Kijowie. Mogli mieszkać tu w pobliżu „Drzwi Lackich”, które wymienia latopis. W wieku XIII kolonia kupców polskich w Kijowie mogła posiadać dość duże znaczenie. Prawdopodobnie kupcy polscy znaleźli się w liczbie kupców „wszelkiego języka”, którzy w roku 1203, w czasie zdobycia Kijowa przez wojska księcia Ruryka Rościsławowicza zamknęli się w cerkwiach w obawie przed rabunkiem – hosti innozemcia, wsiakoho jazyka zatworiszasia w cerkwach.  Zdobyty Kijów uległ wtedy zniszczeniu i rozgrabieniu. Przy bramie lackiej dla podróżujących kupców erygowany zostaje  ok. 1230 drewniany kościół i klasztor pw. Najświętszej Maryi Panny. Przy klasztorze tym mieściła się również szkoła założona przez św. Jacka dla łacińskich katolików.

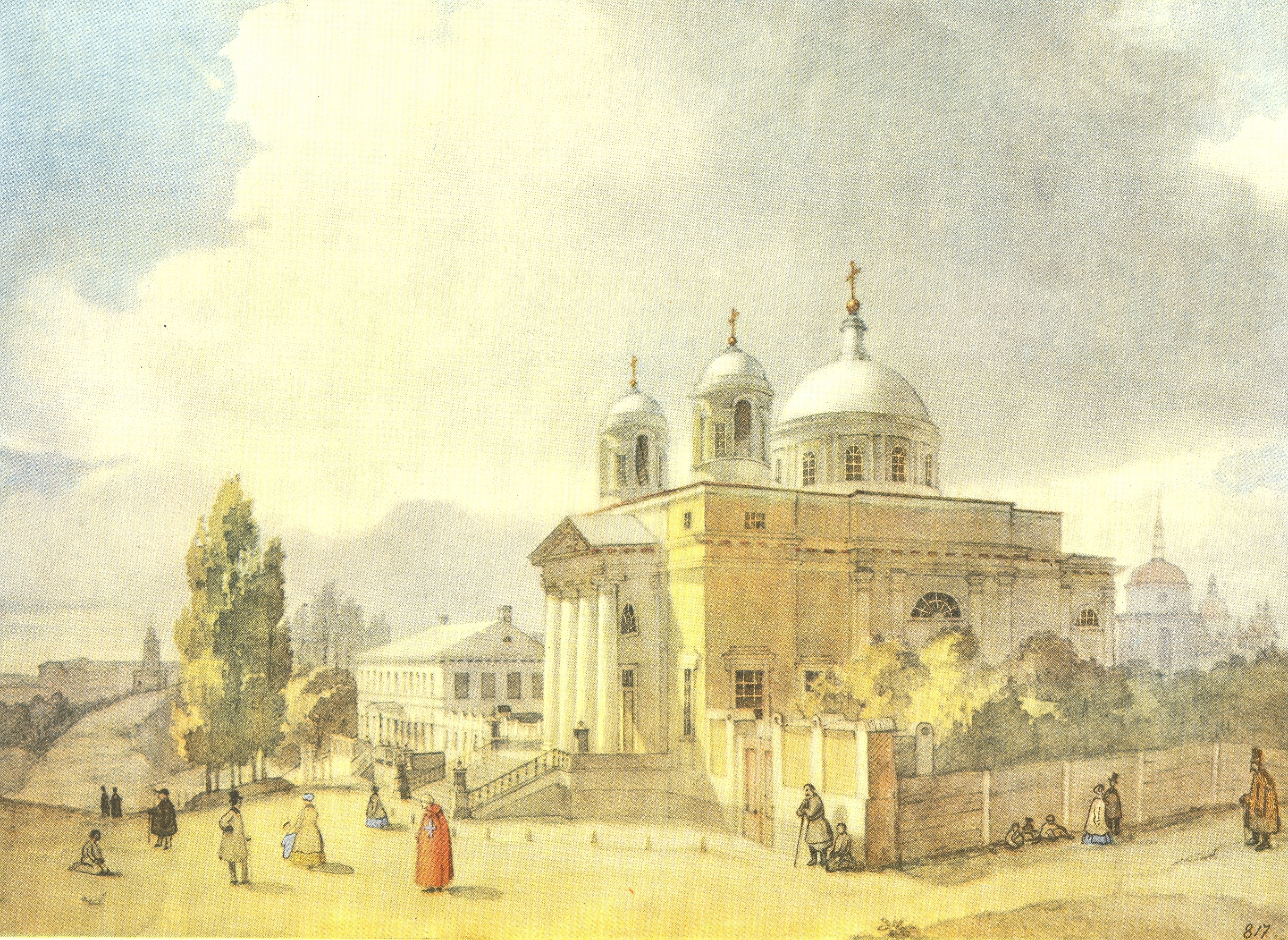
Kościół pw. św. Aleksandra na Lackiej Słobodzie.

Po roku 1320 do miasta wrócił zakon dominikanów, którzy rozpoczęli budowę katedry katolickiej na granicy dzielnicy Padół i Obołoni (Błonia) za bramą żydowską, albo Szczekawicką.  
W latach 1817–1842 na placu w środku dawnej Lackiej Słobody, pomiędzy Kreszczatikiem a Starym miastem wybudowano kościół murowany pw. św. Aleksandra.

## Etymologia nazwy
Nazwa dzielnicy może pochodzić zarówno od wczesnośredniowiecznej dzielnicy kupieckiej znajdującej się na Padole, lub nawiązywać do ludności lędziańskiej, osadzonej przez Jarosława Mądrego w dorzeczu Rosi i Dniepru. W roku 1030 wareskie wojska Rurykowiczów zagarnęły Bełz, a w następnym roku w wyniku wyprawy Jarosława Mądrego i normańskiego księcia Haralda III – inne grody Lachów aż po San. W średniowiecznych polskich słownikach przymiotnik lacki traktowany był na Rusi synonimem dla określenia zarówno Lachów (Polaków, rzymskokatolickich katolików), jak i wyznawców kościoła łacińskiego w ogóle.  Podobnie etymologię tego słowa objaśniał Jan Kochanowski. Jedyny wyjątek znajduje się w latopisie pod rokiem 1208 na str. 158, w. 19 gdzie napisano, że Danielowi oblegającemu Zwenigród przyszedł na pomoc od Leszka Białego z Lachów Sudisław z mnogimi Polanami, o tych samych posiłkach latopis sześć wierszy niżej wspomina już pod nazwą Lachów. Leszek Biały był tym księciem, który wspierał razem z Odrowążami misję św. Jacka w Kijowie. 
Podczas zjazdu rosyjskich archeologów w roku 1878 P.O. Jurczenko przedstawił słabo umotywowaną tezę wywodząca nazwę Lackiej bramy od wyrazu lada, laszina